# Syrgasbrist
Syrgasbrist kan definieras som frånvaro av syrgas till exempel vid olika biokemiska processer. Syrgasbrist kan delas upp i suboxi (måttligt reducerande förhållanden) och anoxi (kraftigt reducerande förhållanden).
När kroppsvävnader drabbas av syrgasbrist, kallas det hypoxi, vilket kan bero på kvävning.

## Markkemiska definitioner
Man brukar skilja på oxiska jordar, suboxiska jordar och anoxiska jordar. Vid pH 7 har oxiska jordar ett pE-värde som överstiger 7. Suboxiska jordar har vid pH 7 ett pE-värde mellan 2 och 7. Anoxiska jordar har vid pH 7 ett pE-värde som understiger 2.
Syrgas finns bara vid oxiska förhållanden. Vid både suboxiska och anoxiska förhållanden råder syrgasbrist.

## Hur syrgasbrist uppstår
I marken uppkommer syrgasbrist vid skorpbildning och vid vattenmättnad (till följd av en undermålig dränering). Syrgasbrist kan även uppstå lokalt inne i större lerkokor på en i övrigt väldränerad jord.
Syrgasbrist kan även uppkomma i sjöar och hav vid otillräcklig genomströmning av syrgasrikt vatten.

### Skorpbildning
Vid skorpbildning bildas en tät skorpa, som förhindrar luftutbytet mellan markluften och atmosfären, varpå syrgasen snart tar slut i markluften. Så fort skorpan bryts (s.k. skorpbrytning), kan syrgas åter börja diffundera ner till markluften, som då syresätts.

### Undermålig dränering
Både syrgas och koldioxid diffunderar cirka 10 000 gånger snabbare i luft än i vatten. Vid undermålig dränering blir diffusionen av syrgas helt otillräcklig, varpå syrgasen tar slut och syrgasbrist uppstår.

### Sjöar och hav
I fritt vatten kan syrgastransporter dels ske passivt genom diffusion och aktivt genom vattencirkulation (massflöde). Generellt sett är den aktiva cirkulationen vida överlägsen diffusionen när det gäller att transportera syrgas i vatten.
Om vattencirkulationen upphör av en eller annan anledning, återstår bara diffusion för att transportera syrgas till bottnarna. Diffusionen är låg, varpå syrgasen tar slut och syrgasbrist uppstår i de djupare delarna av insjöar och hav.

## Påverkan på växter
För växterna får syrgasbrist i marken mycket allvarliga följder. De flesta växterna dör efter några dagars syrgasbrist.
Rötterna behöver mycket energi i form av ATP, för att bland annat kunna ta upp växtnäringsämnen och vatten i marken. Även mykorrhiza kräver mycket energi från värdväxten för att fungera. Vid väldränerade förhållanden i marken bildar rötterna hela 36 ATP per nerbruten glukosmolekyl. Vid syrgasbrist bildas bara 2-3 ATP per nerbruten glukosmolekyl.
Vid syrgasbrist i marken uppkommer lätt toxiska halter av tvåvärt järn, tvåvärt mangan och sulfid i marken, som ytterligare skadar växtrötterna. Dessutom sker en betydande denitrifikation, med åtföljande brist på växttillgängligt kväve i marken.

### Växternas tålighet mot syrebrist
Olika växtarter har olika tålighet mot syrgasbrist i marken. Generellt har vattenväxter och våtmarksväxter god tålighet mot långvarig syrgasbrist. Näckrosor har till exempel en ihålig stjälk, där syrgas kan diffundera ner från bladen till rötterna.
Alla höglandsväxter (till exempel alla vanliga grödor och träd) har däremot en mycket låg tolerans mot syrgasbrist. Bara några få dagars syrgasbrist hos en gröda (suboxi) leder till betydande skördesäkningar och kvalitetsförsämringar, vilket givetvis slår hårt mot lantbrukarens ekonomi.

### Anpassning för att klara syrgasbrist
Vattenväxter och våtmarksväxter har utvecklat flera egenskaper, för att kunna överleva en långvarig syrgasbrist. Fyra olika anpassningssätt kan urskiljas:
- 1 Filtrera bort eller tolerera de giftiga ämnen, som bildas vid syrgasbrist.
- 2 Bilda ihålig cellvävnad (aerenkym) för en snabbare syrgastransport ner till rötterna.
- 3 Möjlighet till anaerobisk metabolism och god tålighet mot höga halter av anaeroba metaboliter.
- 4 Att klara periodiska översvämningar.

## Påverkan på marklevande mikroorganismer
Även marklevande mikroorganismer påverkas starkt av syrgashalten i marken. Anaeroba mikroorganismer är dock så anpassade för syrgasbrist att de inte tål syrgas. Många viktiga markkemiska reaktioner ombesörjs av olika mikroorganismer, varför de även tas upp under detta kapitel.

### Aeroba mikroorganismer
De helt aeroba mikroorganismerna dör eller går in i ett viloläge när syrgasbrist uppträder i marken. Vid pH 7 trivs de bäst när pE-värdet är 5-11 (oxiska förhållanden).

### Fakultativa anaerober
De fakultativa anaeroba mikroorganismerna kännetecknas av att de kan både använda nitratkväve och ren syrgas som elektronacceptor i sina metaboliska processer. När de i brist på syrgas tvingas använda nitratkväve som elektronacceptor, får de dock bara ut ca 60 % av energin. I processen omvandlas nitrat till antingen kvävgas (så kallade denitrifikation) eller till ammonium, vilket höjer pH-värdet i marken.
Denitrifikation är en oönskad process på åkern, där man vill behålla det dyrbara mineralkvävet som växtnäringsämne. Däremot är denitrifikation en önskvärt process i våtmarker och reningsverk, då den kan minska övergödningen i havet.
Reducering av nitrat är gynnsamt vid pH 7, när pE-värdet är 3,4-8,5, det vill säga under huvudsakligen suboxiska markförhållanden.

### Äkta anaerober
De äkta anaeroberna tål inte syrgas i sin livsmiljö. Istället får de sin metaboliska energi genom att till exempel reducera trevärt järn till tvåvärt järn, mangandioxid till tvåvärt mangan och sulfat till sulfid. Alla dessa uppräknade reaktioner höjer pH-värdet i marken. Vid riktigt låga pE-värden kan även fosfat reduceras till fosfin (PH3(g)).
Under anaeroba förhållanden bildas även metan, myrsyra, ättiksyra, propionsyra, smörsyra, valeriansyra och vätgas av mikroorganismer.
De äkta anaeroberna brukar komma igång efter cirka 3-7 dagars vattenmättnad i marken.

#### Gynnsamma pE-värden för de olika markkemiska reaktionerna
- Reduktionen av mangandioxid är gynnsam vid pH 7 när pE-värdet är ca 3,4-6,8 (suboxiska markförhållanden).
- Reduktionen av det trevärda järnet är gynnsamt vid pH 7, när pE-värdet är 1,7-5,0 (suboxiska markförhållanden).
- Reduktionen av sulfat är gynnsam vid pH 7 när pE-värdet är -2,5-0 (anoxiska markförhållanden).

Reduktionen av mangandioxid kan ske när det fortfarande finns fritt nitrat kvar i marken. Däremot måste nitratet ta slut innan reduktionen av trevärt järn och sulfat kan påbörjas. Sulfatrduktionen kan inte påbörjas så länge det finns mangandioxid och trevärt järn kvar.